# Gubazes II
Gubazes (em georgiano: გუბაზ; em grego: Γουβάζης; romaniz.: Goubázes; m. 555) foi rei de Lázica (moderna Geórgia ocidental) de ca. 541 até seu assassinato em 555. Foi uma das personalidades centrais da Guerra Lázica (541–562). Originalmente ascendeu ao trono como vassalo do Império Bizantino, mas as ações violentas das autoridades bizantinas levaram-no a procurar assistência do Império Sassânida, o principal rival dos bizantinos.
Os bizantinos foram expulsos de Lázica com a ajuda do exército persa em 541, mas a ocupação persa do país acabou por tornar-se permanente, e por 548, Gubazes estava pedindo ajuda do Império Bizantino. Permaneceu um aliado bizantino durante os anos seguintes, auxiliando-os em sua guerra contra os sassânidas pelo controle de Lázica, com a fortaleza de Petra como ponto focal da luta. Posteriormente confrontou os generais bizantinos sobre a continuação da infrutífera guerra e foi assassinado por eles.

## Biografia

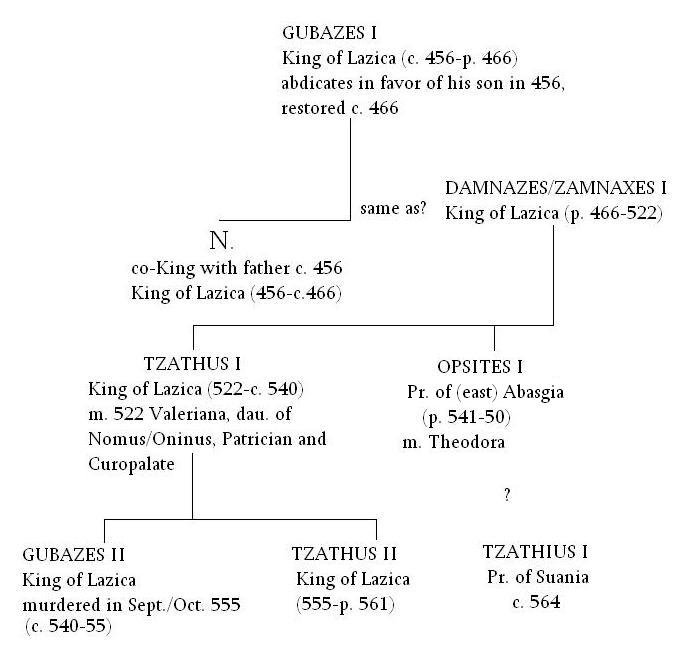
Tentativa de Cyril Toumanoff de reconstruir a árvore genealógica dos reis de Lázica

### Começa da vida
Gubazes teve descendência bizantina através de sua mãe Valeriana. O costume de casar com mulheres bizantinas, geralmente da aristocracia senatorial, foi comum entre a realeza de Lázica: seu tio, o "rei" Opsites (é desconhecido quando exatamente reinou), foi casado com uma nobre bizantina chamada Teodora. Sabe-se que Gubazes teve um irmão mais novo, que sucedeu-o no trono, e uma irmã de nome desconhecido. Ele foi casado e teve filhos, porém seus nomes são desconhecidos. O nome de seu pai não é conhecido dos anais antigos. O professor Cyril Toumanoff, especialista em história e genealogia do Cáucaso, sugeriu que era um filho e sucessor direto do rei Tzácio I, e que Opsites, seu tio, na verdade nunca governou como rei. Assim sendo, o casamento de Valeriana com Tzácio parece ter sido o casamento mais antigo registrado entre as elites lázica e bizantina.
A data exata da ascensão de Gubazes é desconhecida, mas não deve ter sido muito mais cedo do que 541, quando é atestado pela primeira vez como rei dos lazes. É muito provável que antes de sua ascensão tenha vivido por vários anos na capital bizantina, Constantinopla, por ter sido registrado com ocupando o ofício de silenciário, uma posição influente no palácio imperial; alternativamente, mas menos provável, pode ter sido dado a ele o título com uma nomeação honorária após sua ascensão.

### Deserção à Pérsia

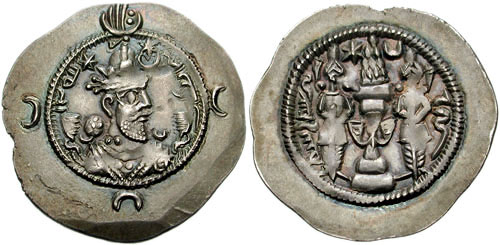
Dracma de r.

Lázica havia sido um Estado cliente bizantino desde 522, quando seu rei, Tzácio I, rejeitou a hegemonia persa. Contudo, durante o reinado do imperador Justiniano (r. 527–565), uma série de medidas bizantinas violentas fizeram-nos impopulares. Em particular, o estabelecimento de um monopólio comercial pelo mestre dos soldados (magister militum) João Tzibo, que foi regulado da recém-construída fortaleza de Petra, conduziu Gubazes a procurar, uma vez mais, proteção persa, agora sob o xá sassânida Cosroes I (r. 531–579).
Em 540, Cosroes quebrou a "Paz Eterna" de 532 e invadiu a província bizantina da Mesopotâmia. Na primavera de 541, Cosroes e suas tropas, lideradas por guias lazes, marcharam pelos passos montanhosos em Lázica, onde Gubazes se submeteu a ele. Os bizantinos sob João Tzibo resistiram valentemente de Petra, mas Tzibo foi morto, e a fortaleza caiu logo depois. Cosroes deixou uma guarnição persa em Petra e partiu do país, mas logo o descontentamento laze cresceu: como cristãos, ressentiam do zoroastrismo persa e estavam grandemente afetados pela cessação do comércio do mar Negro com o Império Bizantino. O historiador bizantino contemporâneo Procópio de Cesareia registra que Cosroes, consciente da importância estratégica de Lázica, pretendeu reassentar o povo laze inteiro e substituí-los por persas. Como primeiro passo, o governante persa planejou assassinar Gubazes. Prevenido das intenções do xá, Gubazes virou-se novamente para o Império Bizantino.

### Retorno à lealdade bizantina

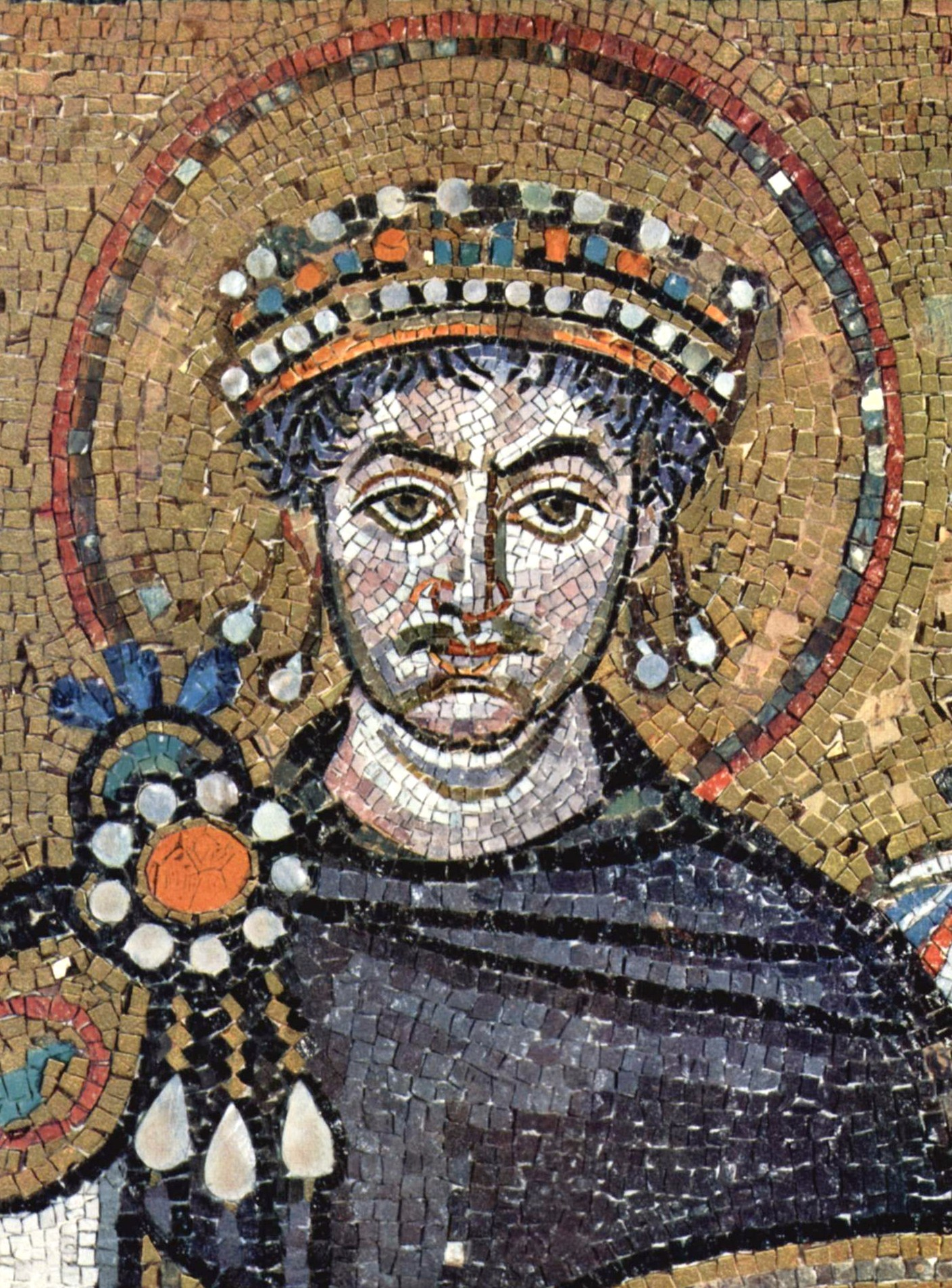
Justiniano em detalhe dum mosaico da Basílica de São Vital

Em 548, Justiniano enviou 8 000 homens sob Dagisteu, que junto duma força laze fez cerco à guarnição persa em Petra. Como os persas estavam bem provisionados, o cerco arrastou-se. Dagisteu negligenciou manter vigília sobre os passos montanhosos que dirigiram-se para Lázica, e uma força persa bem maior sob Mermeroes aliviou e levantou o cerco. Apesar disso, aos persa faltava suprimentos suficientes e após fortalecer a guarnição em Petra e deixar para trás 5 000 homens sob Fabrizo para assegurar as rotas de abastecimento, Mermeroes partiu. Na primavera do ano seguinte, Gubazes e Dagisteu combinaram suas forças, destruíram o exército de Fabrizo num ataque surpresa e perseguiram os sobreviventes na Ibéria. No mesmo verão, conseguiram outra vitória contra um novo exército persa, liderado por Corianes. Os aliados falharam, contudo, em prevenir que outro exército persa reforçasse Petra, e Dagisteu foi chamado de volta e substituído por Bessas.
Em 550, uma revolta pró-persa eclodiu entre os abasgos, um povo que vizinhava Lázica ao norte. Isto proporcionou a oportunidade para um nobre laze de alto estatuto, chamado Terdetes, que havia confrontado Gubazes, entregar para os persas um importante forte na terra dos apsílios, uma tribo sob suserania laze. Os apsílios retomaram o forte, mas recusaram-se a aceitar o governo laze até serem persuadidos a fazê-lo pelo general bizantino João Guzes. Em 551, os bizantinos finalmente tomaram e arrasaram Petra, mas um novo exército sob Mermeroes foi capaz de estabelecer controle persa sobre a parte oriental de Lázica. As forças bizantinas em Lázica retiraram-se para oeste, à boca do rio Fásis, enquanto os lazes, incluindo Gubazes e sua família, procuraram refúgio nas montanhas. Apesar de resistirem a duras condições no inverno de 551/552, Gubazes rejeitou as ofertas de paz transmitidas pelos enviados de Mermeroes. Em 552, os persas receberam reforços substanciais, mas seus ataques às fortalezas mantidas pelos bizantinos e lazes foram repelidos.

### Morte

Reino de Lázica

Nos dois anos seguintes, os bizantinos aumentaram suas forças em Lázica, mas falharam em alcançar sucesso decisivo; Gubazes brigou com os generais deles, e escreveu para Justiniano acusando-os de incompetência após uma derrota diante dos persas. Bessas foi chamado de volta, mas os outros dois, Martinho e o sacelário Rústico, resolveram se livrar de Gubazes. Eles enviaram uma mensagem para Constantinopla acusando Gubazes de relações com os persas. Justiniano, com a intenção de questionar o próprio Gubazes, autorizou que os generais o prendessem, usando força se necessário. Eles convidaram-o em setembro/outubro de 555 para observar o sítio dum forte mantido pelos persas, mas quando se encontraram, João, o irmão de Rústico, esfaqueou o rei com sua adaga. Gubazes caiu de seu cavalo, e um dos servos de Rústico desferiu-lhe o golpe final.
Após a morte de Gubazes, os lazes pararam de participar nas operações contra os persas, levando ao fracasso de um ataque bizantino contra o forte de Onoguris. Uma assembleia do povo laze informou Justiniano dos eventos, solicitou uma investigação a ser realizada e pediu que o irmão mais jovem de Gubazes, Tzácio, naquele tempo residindo em Constantinopla, fosse confirmado como o novo governante deles. O imperador cumpriu com as solicitações deles: um "senador de liderança" chamado Atanásio (talvez o antigo prefeito pretoriano de mesmo nome) foi enviado para investigar o assassinato, e Tzácio acompanhou-o para assumir o trono laze. A investigação de Atanásio inocentou Gubazes de qualquer suspeita de traição; Rústico e seu irmão João foram considerados culpados e executados no outono de 556, enquanto Martinho foi simplesmente deposto.